# Президентские выборы в США (1892)
Президентские выборы в США 1892 года проходили 8 ноября. Гровер Кливленд вернул себе президентство, опередив президента-республиканца Бенджамина Гаррисона, которому проиграл предыдущие выборы, в связи с чем считается 22-м и 24-м Президентом США. Это первый подобный случай в истории. Второй такой прецедент случился спустя 132 года, когда республиканец Дональд Трамп после победы на президентских выборах в 2016-м и поражения в 2020-м вновь стал кандидатом на выборах 2024-го и одержал победу, став 45-м и 47-м Президентом Соединённых Штатов.
Это пятый случай, когда действующий президент США не был переизбран на второй срок, так как проиграл выборы.
В четвёртый раз основными кандидатами в президенты Соединённых Штатов Америки были те же общественно-политические деятели, что и на предыдущих выборах, а Кливленд — шестой кандидат, который пошёл на выборы после поражения на них.
Кроме того, это второй случай, когда среди кандидатов был бывший президент Соединённых Штатов. В десятый раз президентом стал кандидат, не набравший и половины голосов избирателей.

## Выборы

### Республиканская партия
Республиканская национальная конвенция проходила в Миннеаполисе 7—10 июня. Администрация Бенджамина Гаррисона была широко расценена как неудачная, и в результате Томас К. Платт (политический босс в Нью-Йорке) и другие недовольные руководители партий устроили движение против Гаррисона, объединившееся вокруг ветерана-кандидата Джеймса Блейна из штата Мэн, фаворита постоянных членов Республиканской партии. Блейн был республиканским кандидатом в 1884 году, когда проиграл демократу Гроверу Кливленду. Гаррисон не хотел перевыдвижения, но он был против Блейна и считал себя единственным кандидатом, способным его победить. Блейн тоже не хотел борьбы за выдвижение и «матча-реванша» с Кливлендом, так как его здоровье ухудшалось и три его ребёнка недавно умерли. Это обратило внимание на губернатора Огайо Уильяма Мак-Кинли, который нерешительно относился к своим намерениям, несмотря на его нелюбовь к Гаррисону и популярность среди республиканской базы. Он был не прочь получить номинацию, но не ожидал её выиграть. Но если Блейн и Гаррисон не смогут победить после нескольких голосований, он чувствовал, что может быть выдвинут в качестве кандидата гармонии. Гаррисон был выдвинут на первом голосовании. Посол Уайтлав Рейд был выдвинут в вице-президенты.
Республиканская платформа поддерживала высокие тарифы, биметаллизм, более жёсткие законы об иммиграции, бесплатную доставку сельской почты, канал через Центральную Америку, а также выразила сочувствие к ирландскому движению гомруль и участи евреев, преследуемых в России.

### Демократическая партия
Кандидаты от Демократической партии:
- Гровер Кливленд, бывший президент из Нью-Йорка.
- Дэвид Хилл, сенатор из Нью-Йорка.
- Гораций Бойс, губернатор Айовы.
- Артур Горман, сенатор из Мэриленда.
- Эдлай Стивенсон из Иллинойса.
- Джон Карлайл, сенатор из Кентукки.

Демократическая национальная конвенция проходила в Чикаго 21—23 июня. К началу 1892 года многие американцы были готовы вернуться к политике Кливленда. Несмотря на то, что он был чётким лидером в выдвижении на пост президента от Демократической партии, он был далеко не всеобщим выбором сторонников партии, но мало кто способен эффективно ему противостоять. Хотя он оставался относительно спокойным в вопросе о серебре и золоте, часто поддерживая биметаллизм, демократы Сената в январе 1891 года проголосовали за свободную чеканку серебра. Разъярённый он отправил письмо Эллеру Андерсону, возглавлявшему клуб Нью-Йоркской реформы, чтобы осудить очевидный уклон партии в сторону инфляции и аграрного контроля, «опасный и безрассудный эксперимент по свободной, неограниченной чеканке серебра на наших монетных дворах». Советники предупреждали, что такие заявления могут отчуждать потенциальных сторонников на Юге и Западе и рисковать его шансами на выдвижение, но Кливленд счёл, что право на этот вопрос является более важным, чем выдвижение. Чётко изложив свою позицию, Кливленд сфокусировал свою кампанию на тарифах.
Претендент появился в форме Дэвида Хилла, бывшего губернатора и действующего сенатора из Нью-Йорка. Сторонник биметаллизма и тарифной реформы Хилл надеялся напасть на сторонников Кливленда, обращаясь к тем на Юге и Среднем Западе, кто не хотел выдвигать Кливленда в третий раз подряд. Однако он не смог избежать своей прошлой ассоциации с Таммани-холлом, который он поддерживал в политике машин, а отсутствие уверенности в его способности победить Кливленда за выдвижение мешало Хиллу получить поддержку, в которой он нуждался. К моменту конвенции Кливленд мог рассчитывать на поддержку большинства Демократических партий штатов.
Кливленд был выдвинут незначительным большинством на первом голосовании. Эдлай Стивенсон, сторонник серебра, был выдвинут в вице-президенты на втором голосовании.

### Популистская партия
Популистская национальная конвенция прошла в Омахе в июле. Изначально лидером был Леонидас Полк, бывший конгрессмен из Северной Каролины, но он неожиданно умер 11 июня. Другим кандидатом был Уолтер Грешем, апелляционный судья из Индианы, принявший ряд решений против железных дорог, но он отказался. На конвенции Джеймс Вейвер, бывший конгрессмен из Айовы, победил сенатора из Южной Дакоты Джеймса Кайла. Джеймс Филд, бывший генеральный прокурор Виргинии, был выдвинут в вице-президенты.
Популистская платформа призвала национализировать телеграф, телефон и железные дороги, свободную чеканку серебра, прогрессивный подоходный налог и создание почтовых сберегательных банков.

### Кампания
Ключевым вопросом в Соединённых Штатах в 1888 году вновь стали тарифы. Демократы выступали за политику свободной торговли и снижение тарифов, а республиканцы занимали протекционистскую позицию. Кроме этого, популисты, ставшие в это время третьей по значению партией, выступали за широкий выпуск мягких серебряных денег (в противовес золотых) для увеличения инфляции, которая бы помогала в выплате долгов южным и западным фермерам. Кливленд же как демократ выступал за твёрдые деньги, что было выгодно банкирам восточных штатов и бизнесменам.
С другой стороны, забастовка на шахтах Карнеги закончилась вооружённым противостоянием между забастовщиками и охраной, что усилило рабочую оппозицию республиканской администрации.
Популисты действительно победили в нескольких западных штатах, но Юг остался демократическим, а промышленный Северо-восток отвернулся от республиканцев и также отдал голоса демократам. Демократы уверенно победили на выборах, причём им также перешли обе палаты Конгресса.

## Результаты
| Кандидат           | Партия                           | Избиратели | Избиратели | Выборщики |
| Кандидат           | Партия                           | Количество | %          | Выборщики |
| ------------------ | -------------------------------- | ---------- | ---------- | --------- |
| Гровер Кливленд    | Демократическая партия           | 5 553 898  | 46,02%     | 277       |
| Бенджамин Гаррисон | Республиканская партия           | 5 190 819  | 43,01%     | 145       |
| Джеймс Уивер       | Популистская партия              | 1 026 595  | 8,51%      | 22        |
| Джон Бидуэл        | Партия запрета                   | 270 879    | 2,24%      | 0         |
| Саймон Уинг        | Социалистическая трудовая партия | 21 173     | 0,18%      | 0         |
| Другие             | —                                | 4 673      | 0,04%      | 0         |
| Всего              | Всего                            | 12 068 027 | 100%       | 444       |

На этих выборах впервые участвовали вновь образованные штаты, вошедшие в Соединённые Штаты в 1889—1890 годах: Северная Дакота, Южная Дакота, Монтана, Вашингтон, Айдахо и Вайоминг.

Преимущество в голосовании избирателей за Кливленда составлял 400 000 человек, наибольшее после переизбрания Гранта в 1872 году. Демократы выиграли президентство и обе палаты Конгресса впервые с 1856 года. Перевыборная кампания президента Гаррисона была решительным поражением как в голосах избирателей, так и выборщиков, в отличие от перевыборной кампании президента Кливленда четыре года назад, в которой он выиграл всенародное голосование, но проиграл голосование выборщиков. Кливленд был третьим из пяти президентов, которые выиграли переизбрание с меньшим процентом голосов, чем на предыдущих выборах, хотя в двух предыдущих таких случаях — Джеймс Мэдисон в 1812 году и Эндрю Джексон в 1832 году — не все штаты провели народные выборы. По иронии судьбы, народная поддержка Кливленда была ниже не только его победы на выборах в 1884 году, но и его поражении в 1888 году. Аналогичное снижение голосов снова произойдёт для Франклина Д. Рузвельта в 1940 и 1944 годах и Барака Обамы в 2012 году.

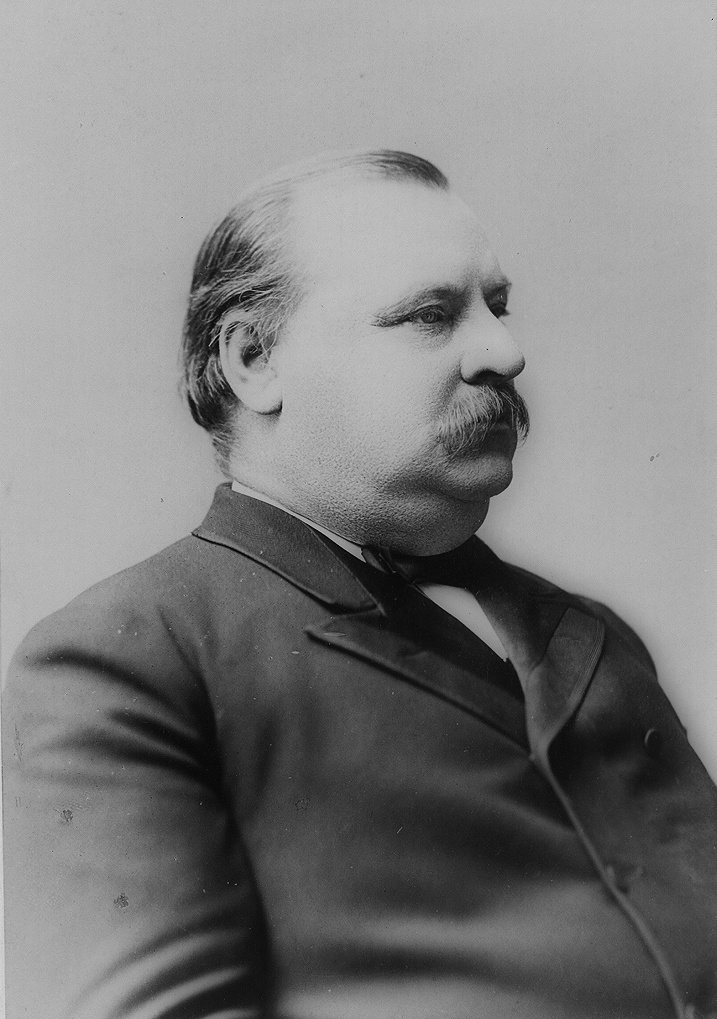
На выборах 1892 года демократ Гровер Кливленд был избран 24-м президентом США и после четырёхлетнего перерыва вернулся в Белый дом.

На уровне округов кандидат от Демократической партии был намного популярнее, чем кандидат от республиканцев. Голоса Республиканской партии были не так широко распространены, как демократические. В 1892 году она по-прежнему была партией секций, главным образом расположенной на Востоке, Среднем Западе и Западе и едва заметной на Юге, где партия держалась в нескольких округах. В Восточном Теннесси и прилавке Вирджинии голосование на уровне округа показало некоторую силу, но оно почти не существовало в штатах Алабама, Миссисипи и Техас.
В продолжение её краха там во время выборов в Конгресс 1890 года Республиканская партия даже боролась в своих центральных опорных пунктах, где всеобщие электоральные проблемы от экономических проблем остро усугублялись поощрением законов о умеренности, а в Висконсине и Иллинойсе — агрессивной поддержкой политиков законов об обязательном образовании только на английском языке. Такая политика, которая особенно в случае последних была связана с подъёмом нативистских и антикатолических настроений среди их сторонников привело к отступлению больших групп иммигрантов, особенно немцев, к Демократической партии. Кливленд выиграл Висконсин и Иллинойс с их 36 комбинированными голосами выборщиков, демократическая победа, не замеченная в этих государствах с 1852 и 1856 года соответственно, и которая не будет повторяться до избрания Вудро Вильсона в 1912 году. Хотя и не столь драматичная потеря, как в 1890 году, до следующего избирательного цикла для более умеренных республиканских лидеров потребовалось бы собрать фигуры, оставшиеся от реформистских крестоносцев, и вернуть отчужденных иммигрантов обратно.
Из 2683 округов Кливленд выиграл в 1389 (51,77 %), Гаррисон — в 1017 (37,91 %), а Вейвер — в 276 (10,29 %). Один округ (0,04 %) равномерно распределялось между Кливлендом и Гаррисон ом. Популист Джеймс Б. Вейвер получил такую сильную поддержку на Западе, что стал единственным кандидатом от третьей партии в период между 1860 и 1912 годами, который победил хоть в одном штате. Демократическая партия не участвовала в голосовании в штатах Колорадо, Айдахо, Канзас, Северная Дакота и Вайоминг, а Уивер выиграл первые четыре из этих штатов.
Уивер также хорошо выступил на Юге, выиграв округа в штатах Алабама, Джорджия, Миссисипи, Северная Каролина и Техас. В Алабаме популисты получили лучший результат, но избирательные придирки, вероятно, помогли демократам.
Партия сухого закона получил 270 879, или 2,2 % по всей стране. Это было наибольшее общее количество голосов и самый высокий процент голосов, полученных этой партией.
Вайоминг, достигнув статуса штата два года назад, стал первым штатом, разрешающим женщинам голосовать на президентских выборах с 1804 года (женщины в Нью-Джерси имели право голосовать по оригинальной конституции штата, но это право было отменено в 1807 году).
Выборщики из штата Мичиган были отобраны с использованием метода конгресса (победитель в каждом округе Конгресса выигрывает один избирательный голос, победитель штата выигрывает два голоса выборщиков). Это привело к расколу между республиканскими и демократическими выборщиками: девять за Гаррисона и пять за Кливленд. В Орегоне прямые выборы выборщиков президента в сочетании с тем фактом, что один выборщик Вейвера был одобрен Демократической партией, привели к расколу между республиканскими и популистскими выборщиками: три за Гаррисона и один за Вейвера. В Калифорнии прямые выборы выборщиков президента в сочетании с близкими результатами привели к расколу между республиканскими и демократическими выборщиками: восемь за Кливленда и один за Гаррисона. В Огайо прямые выборы выборщиков президента в сочетании с близкими результатами привели к расколу между республиканскими и демократическими выборщиками: 22 за Гаррисона и один за Кливленда. В Северной Дакоте выиграли два выборщика из списка демократично-популистских и один республиканец. Это создало разделенное делегирование выборщиков: один за Вейвера, один за Гаррисона и один за Кливленда.
Это был первый случай, когда нынешние президенты потерпели поражение в результате двух последовательных выборов, в следующий раз подобное случится лишь в 1980 году.
Это были последние выборы, на которых демократы выиграли Калифорнию до 1916 года, последние, в которых демократы выиграли Коннектикут, Делавэр, Иллинойс, Индиана, Нью-Джерси, Нью-Йорк, Западную Вирджинию и Висконсин до 1912 года, последние, в которых демократы выиграли большинство голосов избирателей в штате Мэриленд до 1904 года, и последние, в котором республиканцы выиграли Монтану до 1904 года. Выборы были также последними, в которых демократы не выиграли Колорадо и Неваду до 1904 года.